# Racek černohlavý
Racek černohlavý (Ichthyaetus melanocephalus) je středně velkým druhem racka.

## Popis

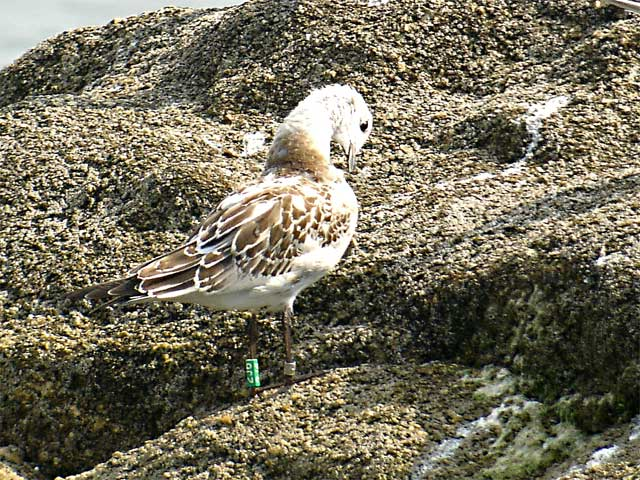
Pták v šatu 1. roku

Na první pohled se podobá racku chechtavému, má však černou hlavu, korálově červený zobák a bílá křídla bez černé kresby. V prostém (zimním) šatu je černé zbarvení hlavy omezeno na proužkování za okem a kolem oka, na zobáku se objevuje tmavá koncová páska. Mladí ptáci se podobají mladým rackům bouřním.

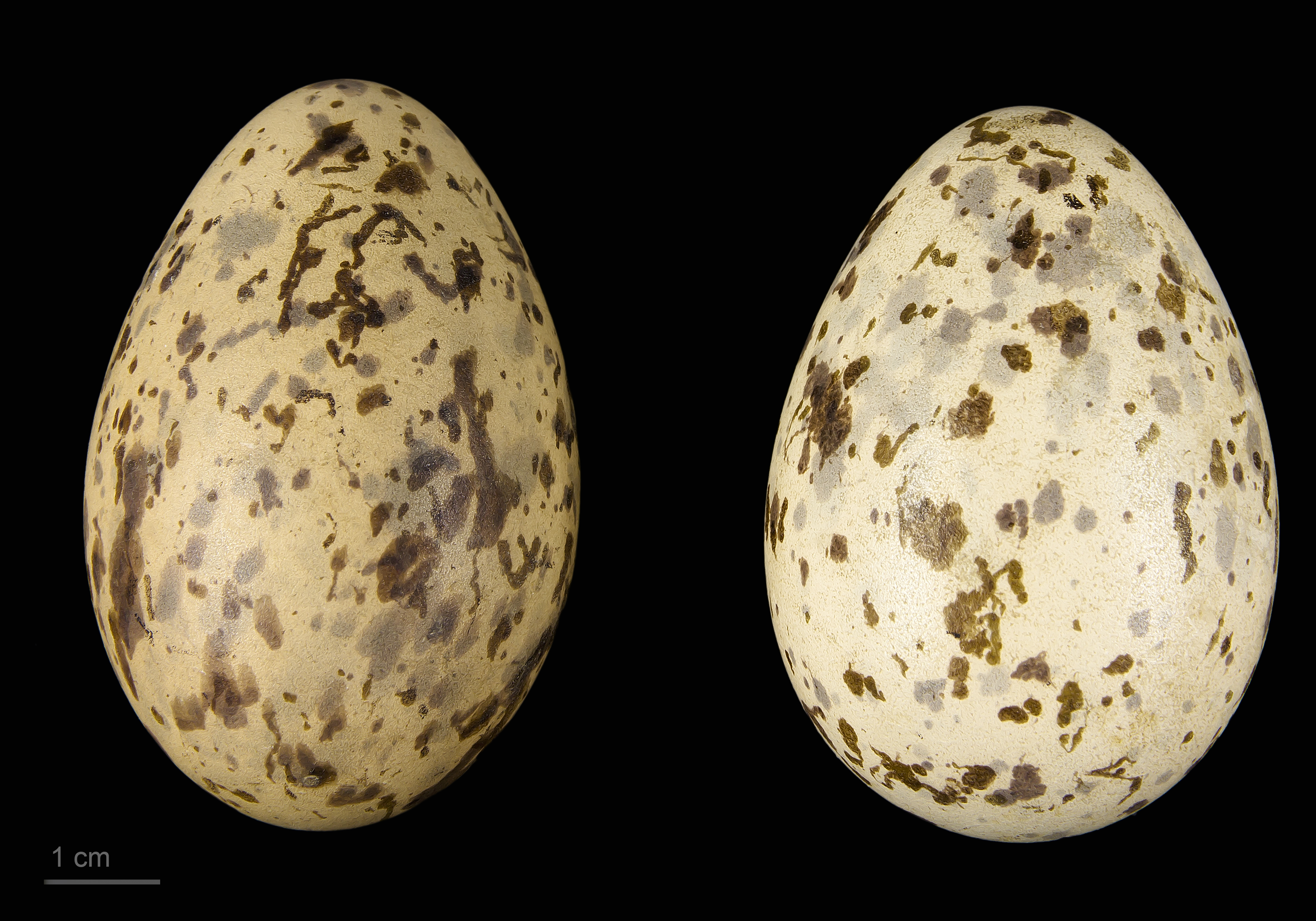
Ichthyaetus melanocephalus

## Výskyt
Hnízdí velmi roztroušeně na pobřeží i ve vnitrozemí Evropy od Británie a Španělska po severní Černé moře, včetně České republiky. Zimují v oblasti Středozemního moře a na atlantském pobřeží Evropy.

### Expanze areálu
K první expanzi areálu racka černohlavého došlo v 50. a 60. letech 20. století, kdy poprvé zahnízdil v řadě zemí střední a západní Evropy. V roce 1981 zahnízdil poprvé v Polsku, do roku 1997 byla místní populace stabilní (do 10 párů), poté došlo k rychlému růstu. V současnosti hnízdí v Polsku každoročně 26–39 párů, z toho asi polovina na ostrovech středního toku řeky Visly.

### Hnízdění v České republice
Racek černohlavý byl území České republiky pozorován poprvé v roce 1962, první hnízdění bylo zjištěno v roce 1967. Od roku 1983 hnízdí pravidelně na jižní Moravě. Od roku 1999 hnízdí každoročně přes 10 párů, největší počet (35 párů) byl zjištěn v roce 2000. Mimo jižní Moravu hnízdí pravidelně u Olomouce a na Karvinsku; hnízdění bylo prokázáno také v jižních a východních Čechách. Na hnízdiště přilétají dospělí jedinci v druhé polovině března, snůšky vajec začínají koncem dubna, méně častěji začátkem května. Snáší 1–3 vejce, alespoň jedno mládě se vylíhne ze zhruba 70 % hnízd, z mláďat se dožije vzletnosti asi polovina.